# 城級輕巡洋艦 (1936年)
城級輕巡洋艦（英語：Town-class light cruiser）是隸屬英國皇家海军的轻巡洋舰。城級輕巡洋艦的命名方式是使用當時英國本土城市的名字命名。城級輕巡洋艦是根据1930年《伦敦海军条约》施加的限制而设计的。城級輕巡洋艦分为三个不同的子艦級，分别是南安普敦級，格洛斯特級和爱丁堡級，各個子艦級武器装备都並不相同並且在外觀上有所不同。

## 武器裝備

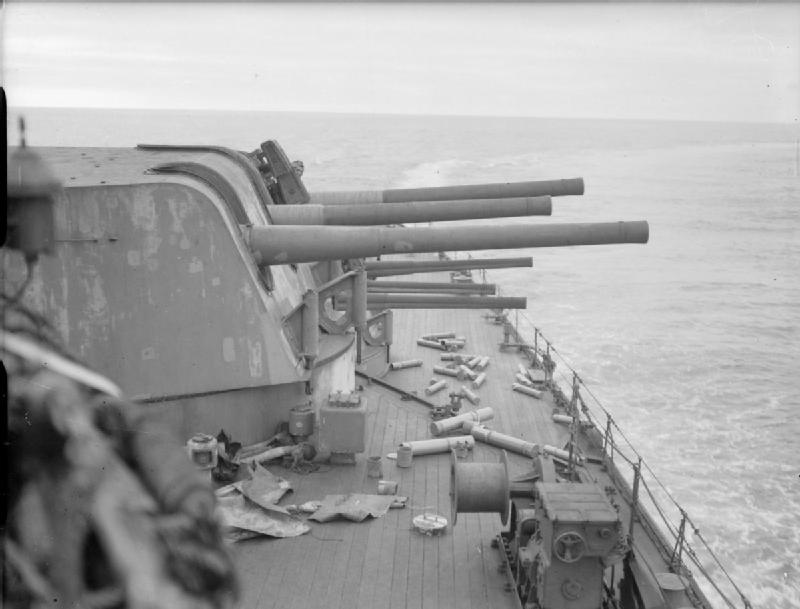
Mk XXII炮塔，带有圆形轮廓，安装在南安普敦級和格洛斯特級上

英國海軍與當時的美國海軍和日本海軍一樣，按照倫敦海軍條約的嚴格條款設計輕巡洋艦，該條約將“輕巡洋艦”定義為裝備主炮口徑不超過6.1英吋（155毫米）的軍艦。因此這三個國家的海軍都試圖通過建造與重巡洋艦大小和有效力量相等的輕巡洋艦來彌補重巡洋艦的數量限制。因此城級輕巡洋艦攜帶了更多的艦炮，用以彌補它們主炮口徑較少的問題。

城級輕巡洋艦都在4個砲塔上分別搭載了三門BL 6吋Mk XXIII後裝艦炮,中軸炮位置在兩個外砲後面30英寸（76 cm），以防止砲彈在飛行中之間相互干擾，並為砲手提供更多的工作空間。炮塔的頂部在砲管上方有開切口，可以實現極高的仰角，最初是為了具有防空能力。但在隨後的實戰中，炮手的訓練或手動裝填的速度不足或不夠快，所以無法進行有效的防空射擊，因此，皇家海軍設計了自動攔截系統（Auto Barrage Unit），通過雷達測量飛機的速度變化，並且預先計算了飛行路線，它會在正確的時刻開火，以便成功命中的敵機。ABU的設計允許艦炮有時間調整時間引信，並且一直跟踪並對準敵方飛機。

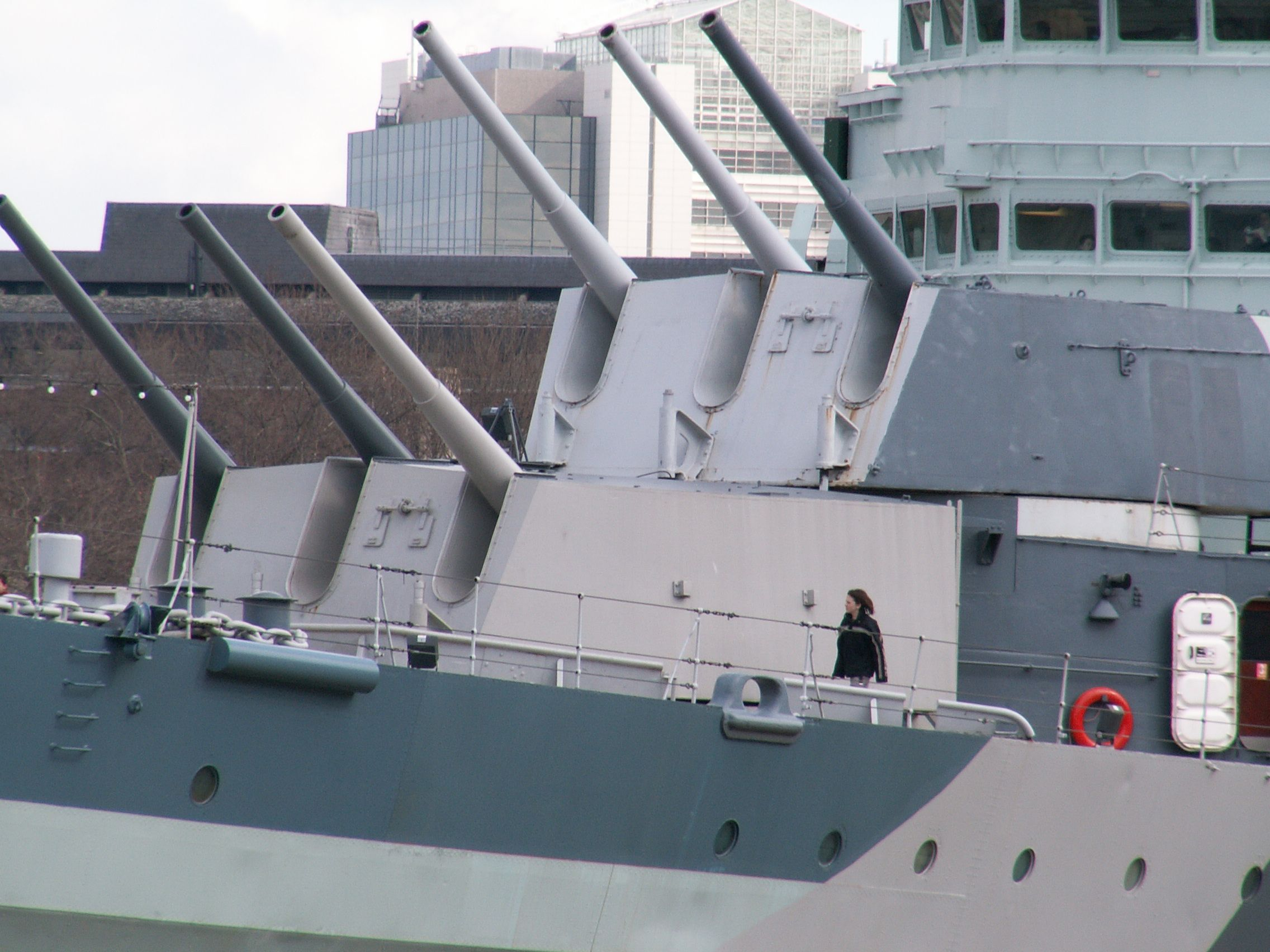
Mk XXIII炮塔，其轮廓呈方形，安装在爱丁堡級上

城級輕巡洋艦都配備了高角度射控系統（HACS）和水面艦艇火控系統（A.F.C.T.）。辅助武器包括四个雙聯裝QF 4吋Mk XVI速射艦炮和两个四聯裝QF 2磅速射艦炮。 戰爭期間增加了其他輕型防空武器，並將4英寸的砲架新增遠程電源輔助驅動（RPC）。戰後伯明翰號和紐卡斯爾號都在1949-51年進行了部分改造，包括了封閉橋樑，換裝新的桅杆，改進的火控系統和遠程雷達，以及經過改進但仍不可靠的275型鎖定和跟蹤雷達，並帶有飛行路線預判計算功能用于協助砲架旋轉速度提高到每秒15–20度的雙聯裝QF 4吋Mk XVI速射艦炮，以便和更快的喷气式飞机交战。对谢菲尔德號也进行了类似的电子改造，但结构改動较少。利物浦號在1952年被保留以进行现代化改造，格拉斯哥號的改造范围较小，因此在1956年苏伊士危机中可以派遣出去。伯明翰號，紐卡斯爾號和谢菲尔德號用波佛斯40公釐高射砲代替了两座四聯裝QF 2磅速射艦炮和厄利孔20毫米機炮。  貝爾法斯特號装有改进火控系统（MRS 8 HACDT），可将波佛斯40公釐高射砲和雙聯裝QF 4吋Mk XVI速射艦炮統一控制，并允许英军使用40毫米近炸引信彈藥。

## 子艦級

### 南安普敦級輕巡洋艦
在1930年代中期，林仙級輕巡洋艦 (1934）是皇家海军最新的轻型巡洋舰设计，但是因為美國的布魯克林級輕巡洋艦和日本的最上級等新型輕巡洋艦，计划中的最后两艘船Minotaur和Polyphemus被取消，并重新订购，改為了一种新型的，更大的巡洋舰。名为紐卡斯爾號和南安普敦號的船只。 根据1933年11月选择的初始设计，新型輕巡洋艦的估计成本为210万英镑，而利安德級輕巡洋艦的估计成本为160万英镑。 最初，该类别被指定为“ M”或“ Minotaur”类别，但在1934年11月更名为城級。

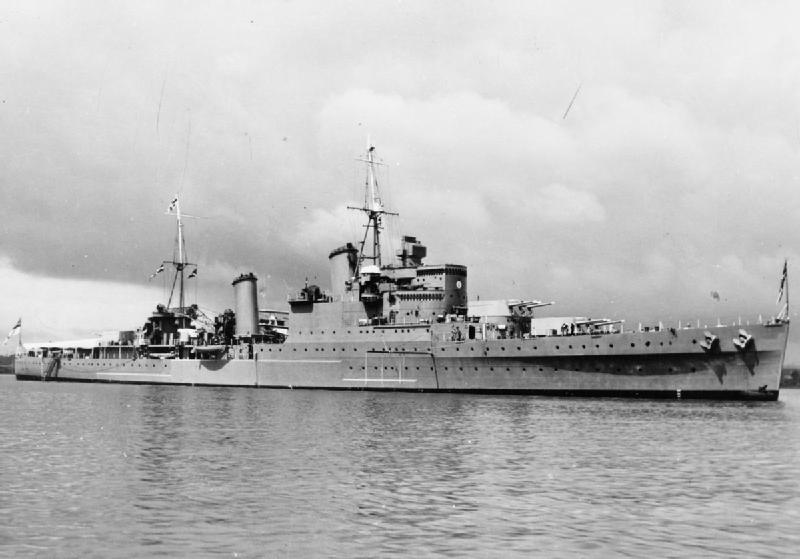
南安普敦级巡洋舰南安普敦號輕巡洋艦

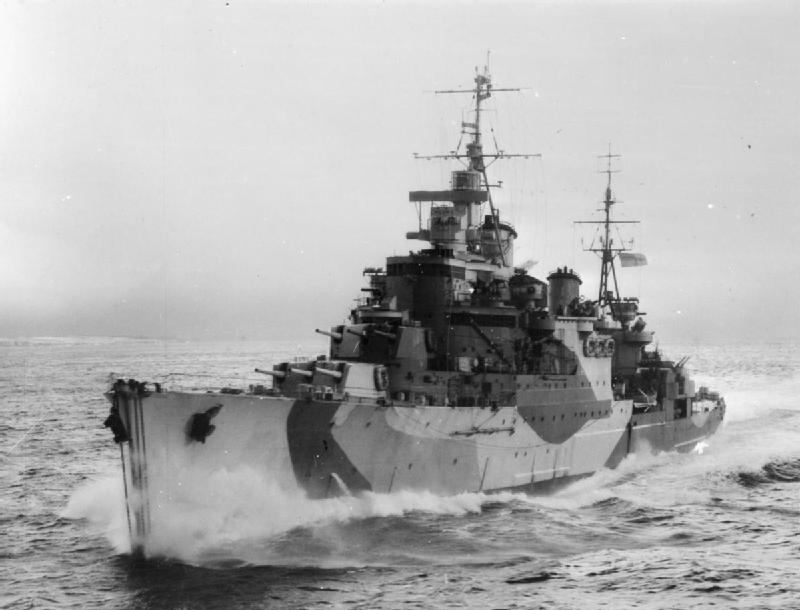
南安普敦级巡洋舰伯明翰號輕巡洋艦，可以跟南安普敦號對比船頭的差別

独特的是，南安普敦级輕巡洋舰伯明翰號（HMS Birmingham）的船首較為平滑，沒有其姊妹船上明显的突出部，因此很容易区分。这种修改是在1935年3月的施工期间引入的，但在随后的格洛斯特級輕巡洋艦（HMS Gloucester）中并未继续进行。

### 格洛斯特級輕巡洋艦
随后的格洛斯特號（HMS Gloucester ）增添了第二个火砲觀測所，用于远程打击目标，并通过重新设计的甲板，彈藥庫和引擎区域上方的装甲层以及获得更厚的装甲来更好地防止被攻擊。因為在炮塔上增加裝甲重量，艦體闊度从南安普敦级的64.02英尺增加到格洛斯特級的64.10英尺，因此換裝了82,000 馬力的发动机產生更大的推进力，以保持航速并增加发电量。

### 爱丁堡級輕巡洋艦

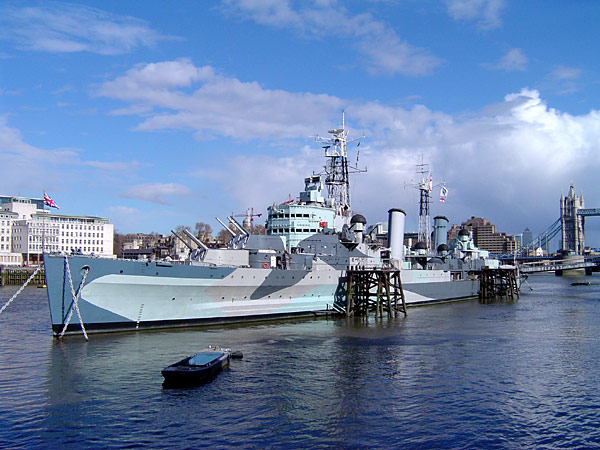
貝爾法斯特號在塔桥停泊

爱丁堡級长614英尺（187米）相比格洛斯特級和南安普敦級的592英尺（180米）长7米，最初是为了允许装备從前两級的四座三聯裝炮塔，改進後會將16門6英寸（152MM）火炮装在四座四聯裝炮塔中,但是，由于实际上难以制造出的四聯裝的6英寸火炮炮塔，这一想法很快被搁置了。因此该级恢复了原来的设计， Mk XXIII炮塔设计增加了後備彈藥庫長度，这减少了机组人數的需求并提高了弹药裝填的速度。 爱丁堡級增加了四座雙聯裝QF 4吋Mk XVI速射艦炮和八座QF 2磅速射艦炮以及装甲保护。1940年，海军部考虑下訂更多贝尔法斯特號设计的其他船只，但最终被英國國會拒绝。

## 後續的改造
在第二次世界大战和朝鲜战争之后，一切都进行了重大改造;格拉斯哥號，謝菲爾德號和紐卡斯爾號一个后炮塔被两个四聯裝波佛斯40公釐高射砲取代，因为没有足够的空间来容纳所需的额外防空炮因此需要拆除炮塔。但在爱丁堡級，这不是问题，因为它们更长，并且有更多的空间。英國皇家海軍仍然对其武器进行了重大修改，包括增加更多的波佛斯40公釐高射砲。

## 服役歷史
在第二次世界大战爆发前的两年，第一艘城级輕巡洋艦于1936年下水并于1937年服役。在第二次世界大战期间，城级輕巡洋艦参加了许多著名的戰役，例如北角海戰。愛丁堡號，格洛斯特號，曼徹斯特號和南安普敦號四艦在战争期间沉没。幸存的城级輕巡洋艦一直持续服役至1950年代末，其中一些城级參與了朝鲜战争。 1967年，谢菲尔德號成為了最后一艘要拆解的城级輕巡洋艦。除了谢菲尔德號，還有城级輕巡洋艦貝爾法斯特號自1971年以来停泊在伦敦的泰晤士河上作为帝国战争博物馆的博物馆船。

## 同級艦
| 舰只               | 舷號               | 造船厂                               | 建造日期           | 下水日期           | 服役日期           | 结局                                        |
| 南安普敦級輕巡洋艦 | 南安普敦級輕巡洋艦 | 南安普敦級輕巡洋艦                   | 南安普敦級輕巡洋艦 | 南安普敦級輕巡洋艦 | 南安普敦級輕巡洋艦 | 南安普敦級輕巡洋艦                          |
| ------------------ | ------------------ | ------------------------------------ | ------------------ | ------------------ | ------------------ | ------------------------------------------- |
| 紐卡斯爾號         | C76                | 維克斯-阿姆斯壯，位於紐卡斯爾        | 1934年10月4日      | 1936年1月23日      | 1937年3月5日       | 1959年在法斯蘭（Faslane）報廢拆解           |
| 南安普敦號         | C83                | 約翰布朗&公司，位於克萊德班克        | 1934年11月21日     | 1936年3月10日      | 1937年3月6日       | 1941年1月11日在馬耳他附近後被空襲，重創沉沒 |
| 谢菲尔德號         | C24                | 維克斯-阿姆斯壯，位於紐卡斯爾        | 1935年1月31日      | 1936年7月23日      | 1937年8月25日      | 1967年在法斯蘭（Faslane）報廢拆解           |
| 格拉斯哥號         | C21                | 斯科茨造船工程公司，位於格里諾克     | 1935年4月16日      | 1936年6月20日      | 1937年9月9日       | 1958年在布萊斯（Blyth）報廢拆解             |
| 伯明翰號           | C19                | HMNB 德文港                          | 1935年7月18日      | 1936年9月1日       | 1937年11月18日     | 1960年在因弗基斯（Inverkeithing）報廢拆解   |
| 格洛斯特級輕巡洋艦 |                    |                                      |                    |                    |                    |                                             |
| 利物浦號           | C11                | 約翰·埃爾德有限公司，位於加文        | 1936年2月17日      | 1937年3月24日      | 1938年11月2日      | 1958年在Bo'Ness分解                         |
| 曼徹斯特號         | C15                | 霍索恩·萊斯利公司，位於英國赫本      | 1936年3月28日      | 1937年4月12日      | 1938年8月4日       | 1942年8月13日，在被魚雷襲擊後遭到重創沉沒   |
| 格洛斯特號         | C62                | HMNB 德文港                          | 1936年9月22日      | 1937年10月19日     | 1939年1月31日      | 1941年5月22日在克里特島被空襲後沉沒         |
| 愛丁堡級輕巡洋艦   |                    |                                      |                    |                    |                    |                                             |
| 貝爾法斯特號       | C35                | 哈蘭德與沃爾夫造船廠，位於貝爾法斯特 | 1936年12月10日     | 1938年3月17日      | 1939年8月5日       | 在倫敦泰晤士河保存為博物館船                |
| 愛丁堡號           | C16                | 天鵝獵人，位於紐卡斯爾               | 1936年12月30日     | 1938年3月31日      | 1939年7月6日       | 1942年5月2日，在被魚雷襲擊後遭到，重創沉沒  |

## 在流行文化中
- 谢菲尔德號在日本浏览器游戏舰队收藏中有作为她的拟人化版本出现。
- 谢菲尔德號，南安普敦號，纽卡斯尔號，贝尔法斯特號，爱丁堡號，格拉斯哥號和格洛斯特號都有各自的拟人化版本出现在手机游戏碧蓝航线中。
- 貝爾法斯特號和愛丁堡號出现在电子游戏World of Warships。
- 利物浦號、南安普敦號和貝爾法斯特號出现在遊戲戰爭雷霆（War Thunder）。
- 1956年的电影“大西洋爭霸戰”中，城级輕巡洋艦以HMS Exeter和Ajax的名义出现。